# The Sopranos: Road to Respect
(Tony Soprano durante la cerimonia di iniziazione)
The Sopranos: Road to respect è un videogioco del 2006 per PlayStation 2, basato sulla serie televisiva I Soprano.

## Trama
Le vicende del gioco hanno luogo tra la quinta e la sesta stagione del telefilm e girano intorno al figlio illegittimo di Big Pussy Bonpensiero, Joey La Rocca, mostrando la sua ascesa nella famiglia DiMeo.

## Modalità di gioco
Il protagonista va in missione ricevendo gli ordini direttamente dai vari protagonisti della serie TV. Road to Respect differisce dagli altri giochi gangster in quanto l'azione è lineare e la storia è unidirezionale.
Tuttavia c'è anche la possibilità di giocare a Texas hold 'em con i vari membri della famiglia e di visitare il Bada Bing. A differenza del telefilm, il gioco si sofferma solo sull'aspetto mafioso de I Soprano, tralasciando i particolari delle situazioni famiglia/affari/terapia.

## Sonoro
Nel cast del videogame ci sono tutti i protagonisti della serie come: James Gandolfini, Michael Imperioli, Steven Van Zandt, Tony Sirico, Joseph Gannascoli, Vincent Pastore e Robert Iler, i quali riprendono fedelmente i loro ruoli ricoperti nella serie ideata da David Chase. Il protagonista è invece doppiato da Christian Maelen, che fu la seconda opzione di Chase per la parte di Christopher Moltisanti.
Secondo i più autorevoli siti internet di recensione di videogiochi, il sonoro è la parte migliore del gioco, poiché le voci sono quelle originali degli attori americani e il lavoro di doppiaggio in questo senso giova molto positivamente all'economia del gioco.
Il videogioco non è stato mai doppiato in lingue diverse dall'inglese e anche il testo su schermo rimane solo in inglese, nonostante le edizioni con confezione e manuale di istruzioni tradotti.